# Callipethalodes pennyae
Callipethalodes pennyae är en spindeldjursart som beskrevs av Qin 1998. Callipethalodes pennyae ingår i släktet Callipethalodes och familjen Penthalodidae. Inga underarter finns listade.